# Ahaus Alstätter Eisenbahn
De Ahaus Alstätter Eisenbahn AG (afgekort AAE) is een in het Zwitserse Baar gevestigde particuliere spoorwegmaatschappij, opgericht op 24 februari 1989.
De AAE is eigenaar en exploitant van een vloot van meer dan 20.000 goederenwagens bestemd voor verhuur aan vervoersondernemingen. De AAE was tot 2002 gevestigd in Zug. In de afgelopen 10 jaar heeft AAE een sterke expansiestrategie en vandaag heeft een vloot voor conventionele en railvracht. AAE is een van de grootste Europese ondernemingen in het verhuren van standaard-goederenwagens.
Op 29 september 2014 werd bekend dat VTG Aktiengesellschaft de AAE Ahaus Alstätter Eisenbahn Holding gaat overnemen. AAE heeft op dit moment een vloot van 30.000 wagons met een gemiddelde leeftijd van 15 jaar. De nieuwe organisatie bezit in 2015 onder leiding van VTG meer dan 80.000 wagens.
De AAE is lid van de Internationale Vereniging voor UIC (Union Internationale des Chemins de fer) en van de RIV (verordeningen betreffende het wederzijdse gebruik van wagons in het internationale verkeer), AAE is een internationaal erkende spoorwegmaatschappij.
De UIC code van de AAE = 68

## Referentie
1. ↑  (de)  VTG Aktiengesellschaft übernimmt AAE Ahaus Alstätter Eisenbahn Holding